# Sony Building
Il Sony Building, già AT&T Building, è un grattacielo di 37 piani di New York. È situato nella Madison Avenue, tra la 55ª e la 56ª strada. Fu progettato da Philip Johnson e da John Burgee nel 1978; la costruzione fu terminata nel 1984 tra numerose controversie.

## Caratteristiche
Il grattacielo, costruito in granito leggermente roseo, costituisce uno degli esempi più famosi di architettura postmoderna. Sono diverse, infatti, le fonti a cui il suo concetto stilistico si ispira: la scuola di Chicago per le strutture a scacchiera, ma anche richiami rinascimentali come il Palladio, citato nella serliana all'ingresso.
Già visto da lontano si distingue dalle costruzioni della tradizione moderna, soprattutto per la forma insolita e decorativa del tetto, che corona l'edificio all'altezza di 197 metri: si tratta di un rimando all'architettura neoclassica, dato che la forma triangolare corrisponde a quella di un timpano. In ogni caso, la scelta venne tacciata di cattivo gusto; basti pensare al fatto che la costruzione viene chiamata ironicamente dai newyorkesi Chippendale, con riferimento allo stilista di mobili classici: infatti, il tetto pare riprendere la forma di un cassettone.

## Utilizzo
Sede dalla ditta AT&T, il grattacielo fu poi messo in vendita per passare alla Sony, la quale offre ai visitatori la propria visione della storia delle comunicazioni in una mostra chiamata Wonder-Technology-Land.